# 克洛伊·比尔切
克洛伊·比尔切（英語：Chloe Birch，1995年9月16日—），英格蘭女子羽毛球運動員。

## 簡歷
2012年11月，克洛伊·比尔切与萨曼塔·沃德出战威爾斯羽毛球國際賽，在女双準决赛以1比2（21-19、18-21、12-21）不敌赛会头号种子、队友的劳伦·史密斯/加布里·怀特。
2013年10月，克洛伊·比尔切与艾米莉·韦斯特伍德出战匈牙利羽毛球國際賽，在女双準决赛以1比2（21-16、20-22、16-21）不敌俄罗斯的奥尔佳·戈洛瓦诺娃/维多利亚·沃罗比娃。
2015年3月，克洛伊·比尔切出戰羅馬尼亞國際賽，在女单决赛以0比3（7-11、7-11、10-12）不敌赛会头号种子、比利时的谭莲妮，赢得亚军；此外，还与珍妮·沃尔沃克的女双决赛以3比1（11-6、14-12、8-11、11-8）击败了赛会4号种子、法国的莉亚·巴莱尔莫/安妮·特兰，夺得其首个双打国际赛冠军。同年5月，她出战斯洛文尼亞羽毛球國際賽，在女单準决赛以1比2（7-21、22-20、19-21）惜败于乌克兰的玛丽亚·乌利蒂娜；此外，还与珍妮·沃尔沃克的女双决赛以1比2（18-21、21-19、18-21）不敌赛会4号种子、德国的琳达·埃弗勒/拉腊·克普莱因。同年7月，比尔切代表英國（羅浮堡大學）出戰韓國光州市舉行的世界大學生運動會羽毛球比賽。同年9月，她与杰西卡·皮尤出战匈牙利羽毛球國際賽，在女双决赛以2比1（16-21、21-6、15-21）不敌瑞典的克拉拉·尼斯塔特/埃玛·文贝里，赢得亚军。同年10月，她出战匈牙利羽毛球國際賽，在女单决赛以0比2（19-21、9-21）不敌赛会5号种子、印尼的阿普里利娅·尤斯万达里，赢得亚军。同年11月，她与珍妮·沃尔沃克出战蘇格蘭羽毛球大獎賽，在女双準决赛以0比2（15-21、15-21）不敌荷兰的萨曼塔·巴宁/伊里斯·塔博林。
2016年1月，克洛伊·比尔切出战冰島羽毛球國際賽，在女单準决赛以0比2（17-21、18-21）不敌丹麦的茱莉·达瓦尔·雅各布森；此外，还与珍妮·沃尔沃克的女双决赛以1比2（10-21、21-10、17-21）不敌队友的杰西卡·皮尤/莎拉·沃克，赢得亚军。同年3月，她出战葡萄牙羽毛球國際賽，在女单决赛以0比2（12-21、14-21）不敌赛会5号种子、丹麦的米娅·布里西费尔特，赢得亚军；此外。还与莎拉·沃克的女双决赛以0比2（9-21、15-21）不敌马来西亚的吳玥青/白燕薇，赢得亚军。同年4月，她与苏菲·布朗出战荷蘭羽毛球國際賽，在女双决赛以2比0（21-4、21-15）击败了荷兰的米凯·哈尔克马/丽莎·马莱霍洛，赢得冠军。同年5月，她出战斯洛文尼亞羽毛球國際賽，在女单準决赛以0比2（16-21、17-21）不敌赛会5号种子、丹麦的茱莉·达瓦尔·雅各布森；此外，还与莎拉·沃克的女双决赛以2比0（22-20、21-19）击败了跨国组合的（英格兰：杰西卡·皮尤/荷兰：谢丽尔·塞尔宁），赢得冠军。同年9月，她与勞倫·史密斯出战比利時羽毛球國際賽，在女双决赛以2比1（24-22、18-21、21-18）力挫赛会2号种子、丹麦的茱莉·芬尼-易普森/麗克·瑟比·漢森，赢得冠军。
2017年8月，比尔切參加蘇格蘭格拉斯哥舉行的世界羽毛球錦標賽，出戰女子單打項目，首圈就以1比2（21-17、10-21、19-21）不敵印度的坦维·拉达出局。同年9月，她与杰西卡·皮尤出战比利時羽毛球國際賽，在女双準决赛以1比2（21-11、7-21、15-21）不敌荷兰的黛博拉·吉尔/埃姆克·范德阿尔。

## 主要比賽成績
只列出曾進入準決賽的國際賽事成績：
| 年份   | 賽事                     | 公開賽級別 | 項目     | 拍檔                | 成績   |
| ------ | ------------------------ | ---------- | -------- | ------------------- | ------ |
| 2012年 | 威爾斯羽毛球國際賽       | 國際挑戰賽 | 女子雙打 | 萨曼塔·沃德         | 準決賽 |
| 2013年 | 匈牙利羽毛球國際賽       | 國際系列賽 | 女子雙打 | 艾米莉·韦斯特伍德   | 準決賽 |
| 2015年 | 羅馬尼亞羽毛球國際賽     | 國際系列賽 | 女子單打 | －                  | 亞軍   |
| 2015年 | 羅馬尼亞羽毛球國際賽     | 國際系列賽 | 女子雙打 | 珍妮·沃尔沃克       | 冠軍   |
| 2015年 | 斯洛文尼亞羽毛球國際賽   | 國際系列賽 | 女子單打 | －                  | 準決賽 |
| 2015年 | 斯洛文尼亞羽毛球國際賽   | 國際系列賽 | 女子雙打 | 珍妮·沃尔沃克       | 亞軍   |
| 2015年 | 波蘭羽毛球國際賽         | 國際系列賽 | 女子雙打 | 杰西卡·皮尤         | 亞軍   |
| 2015年 | 匈牙利羽毛球國際賽       | 國際系列賽 | 女子單打 | －                  | 亞軍   |
| 2015年 | 蘇格蘭羽毛球大獎賽       | 大獎賽     | 女子雙打 | 珍妮·沃尔沃克       | 準決賽 |
| 2016年 | 冰島羽毛球國際賽         | 國際系列賽 | 女子單打 | －                  | 準決賽 |
| 2016年 | 冰島羽毛球國際賽         | 國際系列賽 | 女子雙打 | 珍妮·沃尔沃克       | 亞軍   |
| 2016年 | 葡萄牙羽毛球國際賽       | 國際系列賽 | 女子單打 | －                  | 亞軍   |
| 2016年 | 葡萄牙羽毛球國際賽       | 國際系列賽 | 女子雙打 | 莎拉·沃克           | 亞軍   |
| 2016年 | 荷蘭羽毛球國際賽         | 國際系列賽 | 女子雙打 | 苏菲·布朗           | 冠軍   |
| 2016年 | 斯洛文尼亞羽毛球國際賽   | 國際系列賽 | 女子單打 | －                  | 準決賽 |
| 2016年 | 斯洛文尼亞羽毛球國際賽   | 國際系列賽 | 女子雙打 | 莎拉·沃克           | 冠軍   |
| 2016年 | 比利時羽毛球國際賽       | 國際挑戰賽 | 女子雙打 | 勞倫·史密斯         | 冠軍   |
| 2017年 | 歐洲羽毛球混合團體錦標賽 | 其他       | 混合團體 | －                  | 季軍   |
| 2017年 | 比利時羽毛球國際賽       | 國際挑戰賽 | 女子雙打 | 杰西卡·皮尤         | 準決賽 |
| 2018年 | 英聯邦運動會羽毛球比賽   | 其他       | 混合團體 | －                  | 銅牌   |
| 2018年 | 捷克羽毛球公開賽         | 國際挑戰賽 | 女子雙打 | 勞倫·史密斯         | 冠軍   |
| 2018年 | 薩洛盧羽毛球公開賽       | 超級100賽  | 女子雙打 | 勞倫·史密斯         | 準決賽 |
| 2019年 | 奧爾良羽毛球大師賽       | 超級100賽  | 女子雙打 | 勞倫·史密斯         | 冠軍   |
| 2019年 | 丹麥羽毛球國際賽         | 國際挑戰賽 | 女子雙打 | 勞倫·史密斯         | 亞軍   |
| 2019年 | 阿塞拜疆羽毛球國際賽     | 國際挑戰賽 | 女子雙打 | 勞倫·史密斯         | 冠軍   |
| 2019年 | 歐洲運動會羽毛球比賽     | 其他       | 女子雙打 | 勞倫·史密斯         | 銀牌   |
| 2019年 | 哈爾科夫羽毛球國際賽     | 國際挑戰賽 | 女子雙打 | 勞倫·史密斯         | 冠軍   |
| 2019年 | 薩洛盧羽毛球公開賽       | 超級100賽  | 女子雙打 | 勞倫·史密斯         | 亞軍   |
| 2020年 | 西班牙羽毛球大師賽       | 超級300賽  | 女子雙打 | 勞倫·史密斯         | 準決賽 |
| 2021年 | 歐洲羽毛球錦標賽         | 其他       | 女子雙打 | 勞倫·史密斯         | 亞軍   |
| 2022年 | 奧爾良羽毛球大師賽       | 超級100賽  | 女子雙打 | 杰西卡·皮尤         | 準決賽 |
| 2022年 | 奧地利羽毛球公開賽       | 國際系列賽 | 混合雙打 | 伊森·范勒文         | 準決賽 |
| 2022年 | 意大利羽毛球國際賽       | 國際挑戰賽 | 女子雙打 | 杰西卡·皮尤         | 準決賽 |
| 2022年 | 意大利羽毛球國際賽       | 國際挑戰賽 | 混合雙打 | 伊森·范勒文         | 準決賽 |
| 2022年 | 南特羽毛球國際挑戰賽     | 國際挑戰賽 | 女子雙打 | 杰西卡·皮尤         | 準決賽 |
| 2022年 | 英聯邦運動會羽毛球比賽   | 其他       | 女子雙打 | 劳伦·史密斯         | 銀牌   |
| 2022年 | 荷蘭羽毛球公開賽         | 國際挑戰賽 | 女子雙打 | 勞倫·史密斯         | 亞軍   |
| 2022年 | 威爾斯羽毛球國際賽       | 國際挑戰賽 | 女子雙打 | 勞倫·史密斯         | 亞軍   |
| 2023年 | 歐洲羽毛球混合團體錦標賽 | 其他       | 混合團體 | －                  | 季軍   |
| 2024年 | 愛沙尼亞羽毛球國際賽     | 國際系列賽 | 女子雙打 | Estelle Van Leeuwen | 亞軍   |
| 2024年 | 葡萄牙羽毛球國際賽       | 國際系列賽 | 女子雙打 | Estelle Van Leeuwen | 冠軍   |
| 2024年 | 葡萄牙羽毛球國際賽       | 國際系列賽 | 混合雙打 | 伊森·范勒文         | 冠軍   |
| 2024年 | 盧森堡羽毛球公開賽       | 國際挑戰賽 | 女子雙打 | Estelle Van Leeuwen | 亞軍   |
| 2024年 | 南特羽毛球國際挑戰賽     | 國際挑戰賽 | 女子雙打 | Estelle Van Leeuwen | 冠軍   |
| 2024年 | 荷蘭羽毛球公開賽         | 國際挑戰賽 | 女子雙打 | Estelle Van Leeuwen | 亞軍   |
| 2024年 | 愛爾蘭羽毛球公開賽       | 國際挑戰賽 | 女子雙打 | Estelle Van Leeuwen | 亞軍   |
| 2024年 | 蘇格蘭羽毛球公開賽       | 國際挑戰賽 | 女子雙打 | Estelle Van Leeuwen | 亞軍   |

| 2007-2017年 | 首要超級賽 | 超級賽 | 黃金大獎賽 | 大獎賽 | 國際挑戰賽 | 國際系列賽 | 未來系列賽 | 其他 |

| 2018-2026年 | 總決賽 | 超級1000賽 | 超級750賽 | 超級500賽 | 超級300賽 | 超級100賽 | 國際挑戰賽 | 國際系列賽 | 未來系列賽 | 其他 |

### 奧運會和世錦賽參賽紀錄
|          | 搭檔        | 2017 | 2018 | 2019 | 2020       | 2021 | 2022 | 2023 |
| -------- | ----------- | ---- | ---- | ---- | ---------- | ---- | ---- | ---- |
| 女子單打 | 不適用      | 48強 | 32強 | 48強 | －         | －   | －   | －   |
|          |             |      |      |      |            |      |      |      |
| 女子雙打 | 劳伦·史密斯 | －   | －   | 48強 | 小組第四名 | 16強 | －   | 64強 |